# Stefan Vermaak
Stefan Vermaak (* 20. April 2003 in Port Elizabeth, Ostkap) ist ein südafrikanischer Dartspieler.

## Karriere
Stefan Vermaak gab sein internationales Debüt beim WDF World Cup Youth 2019 in Cluj-Napoca, wo er in der Jungenkonkurrenz nach Siegen über Sebastian Bech, Robin Radloff und Damien Moore ohne Niederlage die Gruppenphase überstand, bevor er im Achtelfinale dem Türken Özcan Karagöz unterlag. Nach einigen Jahren, in denen er nur auf nationaler Ebene Turniere bestritt, setzte sich Vermaak im März 2022 im Finale des südafrikanischen Qualifikationsturniers für den World Cup of Darts mit 7:0 gegen Justin van der Westehuizen durch, wodurch er im Alter von 18 Jahren erstmals an einem PDC-Majorturnier teilnahm. An der Seite von Devon Petersen unterlag er allerdings Daniel Larsson und Johan Engström mit 2:5. Im Jahr darauf entschied der Südafrikaner das erste Event der neu ausgetragenen African Continental Tour für sich; zudem spielte er sich bis ins Finale des WM-Qualifiers, wo er Simon Adams mit 0:8 unterlag. Vermaaks erste Development-Tour-Turniere endeten mit dem zweifachen Erreichen der letzten 32, wobei sein größter Erfolg sicherlich der Sieg gegen Rusty-Jake Rodriguez bei Turnier 22 darstellte. Auch nahm er am Jahresende 2023 an der Jugendweltmeisterschaft teil, kam über die Gruppenphase aber nicht hinaus.

## Weltmeisterschaftsresultate

### PDC-Jugend
- 2023: Gruppenphase (5:1-Sieg gegen  Kalem Marsh und 0:5-Niederlage gegen  Luke Littler)